# Hällnäsmodellen

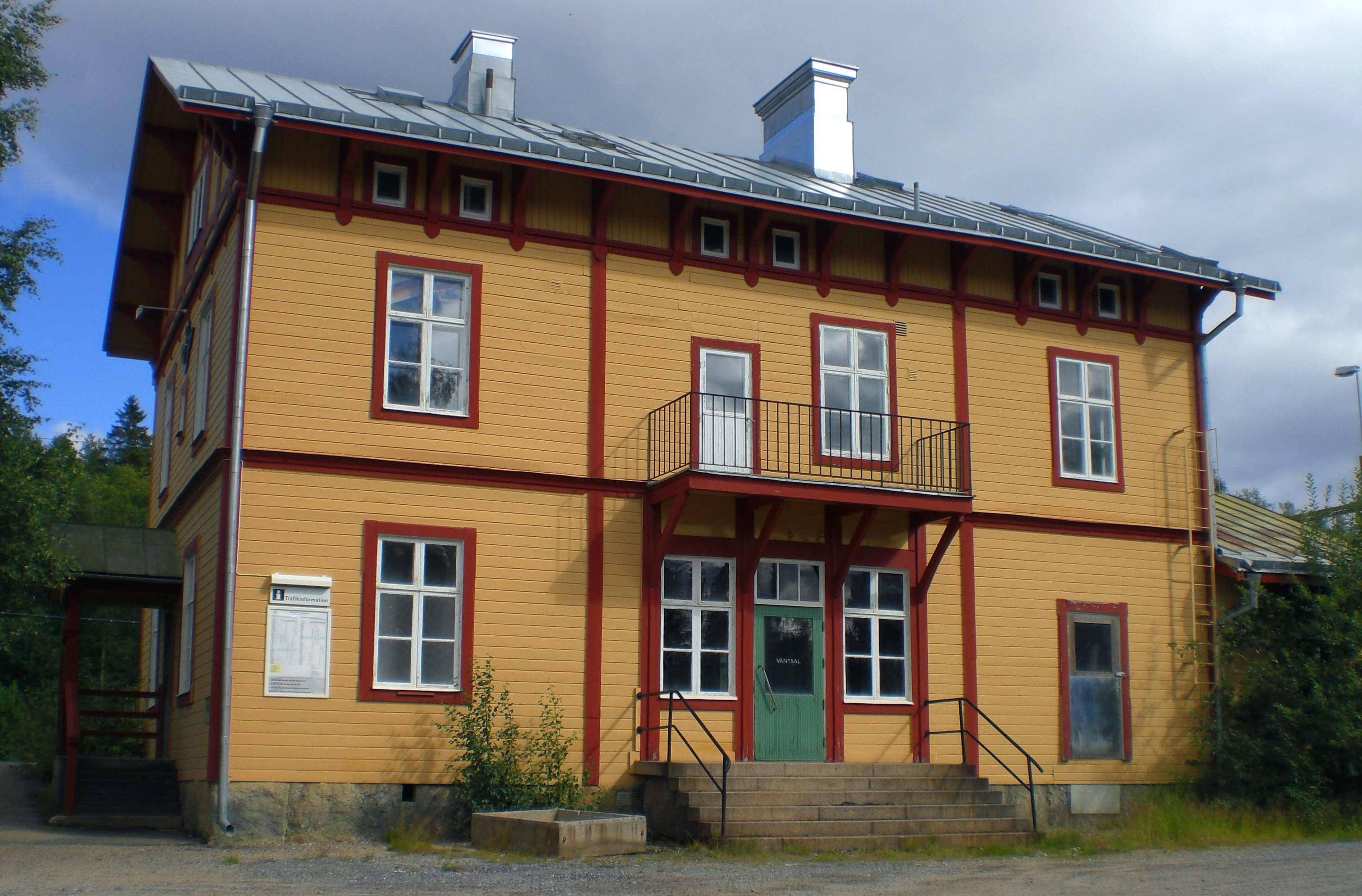
Hällnäs järnvägsstation. Fotograferad 2008

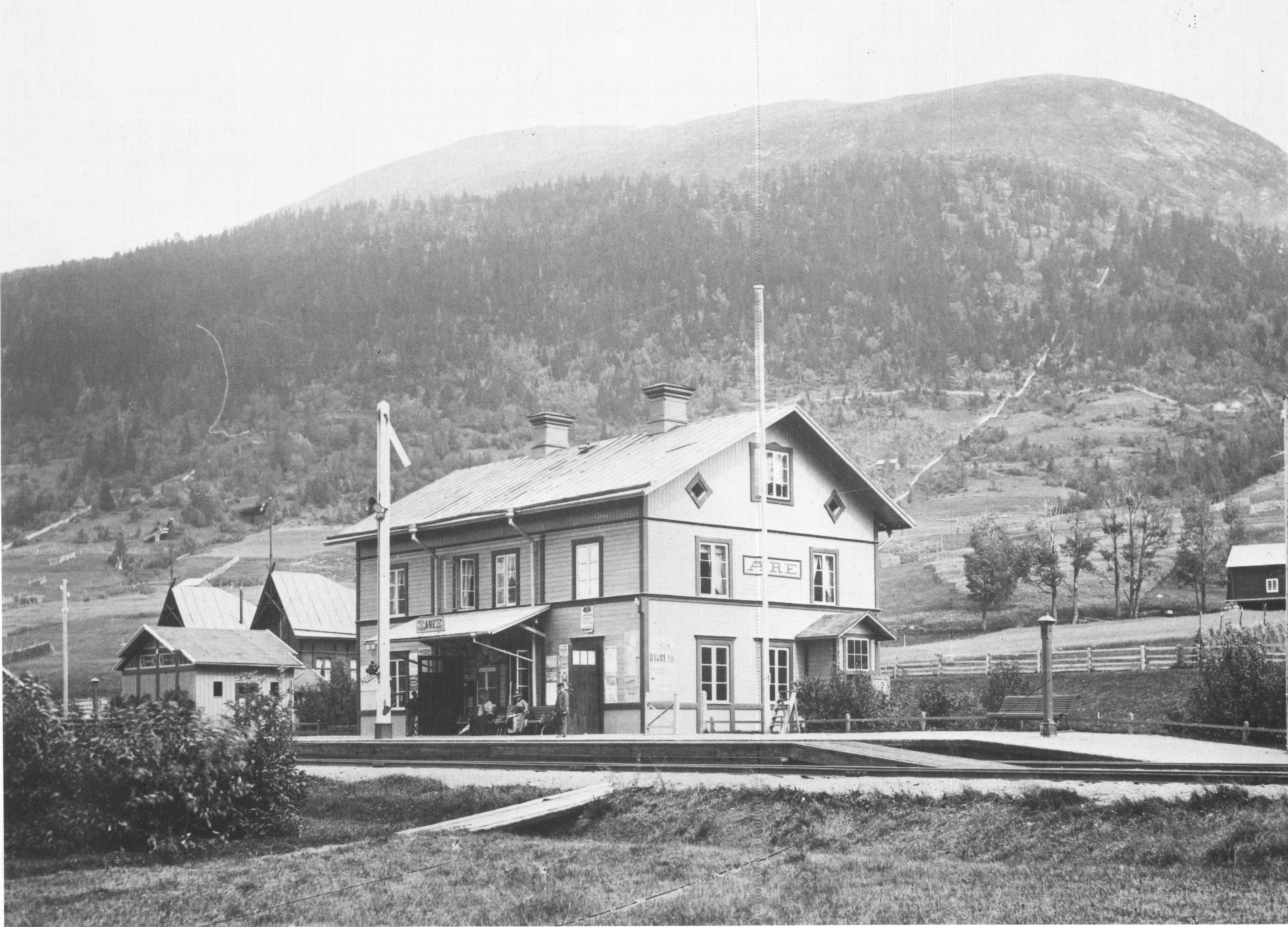
Järnvägsstationen i Åre byggdes 1880 enligt Hällnäsmodellen. Fotografi från 1890-talet.

Hällnäsmodellen är en typ av järnvägsstationshus ritat av chefsarkitekten vid Statens Järnvägars arkitektkontor Adolf W. Edelsvärd. Modellen uppfördes vid 43 stationer, bland annat i Hällnäs i Västerbotten. 
Modellen har sin grund i den station som uppfördes i Åshammar utanför Storvik 1876 och som enligt Edelsvärd själv nådde sin fulländning genom bygget av stationen i Hällnäs 1892. Modellen fick sin främsta spridning längs Stambanan genom övre Norrland och Mittbanan. Stationen i Hällnäs kom senare att något att avvika från modellen genom att byggnaden försågs med frontespis och balkong.
Modellen har flera drag gemensamma med Boxholmsmodellen, exempelvis den rektangulära formen med två våningar, vindsvåning samt skärmtak mot järnvägen. Skillnaden är att Hällnäsmodellen har sadeltak, liggande fasadpanel på botten- och övervåning samt stående fasadpanel på vindsvåningens kortsida. Fasaden på vindsvåningen delades in i fält som åtskildes av listverk. Listverken och fönsteromfattningarna var målade i mörk färg.

## Stationer (urval)
Nedan angiven lista över stationer byggda enligt modellen är inte komplett. Årtal för anläggning kommer från Järnvägsmusei Vänners webbplats, uppgifter om rivning från Banvakt.se.
- Alby, anlagd 1895, riven[4]
- Anundsjö, anlagd 1888-1889, riven 1971[4]
- Arbrå, anlagd 1880, riven efter brand 2003[4]
- Bispgården, anlagd 1884, riven[4]
- Björna, anlagd 1892, riven 2006 [5]
- Dockmyr, anlagd 1882, riven senast 1980[4]
- Duved, anlagd 1891, riven efter brand 1950[4]
- Enafors, anlagd 1880, byggnadsminnesförklarad[4][6]
- Erikslund, anlagd 1887, riven senast 1980-tal[4]
- Gottne, anlagd 1892, riven 1980- eller 1990-tal[4]
- Graninge, anlagd 1886, riven senast 1980[4]
- Gällö, anlagd 1879[4]
- Hennan, anlagd 1880, flyttad till Sveriges Järnvägsmuseum i Gävle 2006[4]
- Hybo, anlagd 1887[5], byggnadsminnesförklarad 1987[7]
- Håsjö station (vid Valla), troligen anlagd 1883, riven 1982[4]
- Hällnäs, anlagd 1892[1]
- Hörnsjö, anlagd 1889, riven senast 1970-tal[8]
- Karsjö[4]
- Krokom, anlagd 1882[9]
- Kälarne, anlagd 1883, riven 2007[4]
- Landafors, anlagd 1885[4]
- Lingbo, anlagd 1880, riven 1973[4]
- Långsele, anlagd 1884-1886[4]
- Malmberget, riven[4]
- Mellansjö, anlagd 1880, riven 1972[4]
- Mörsil, anlagd 1880[4]
- Nyhem, anlagd 1882, riven före 1980[4]
- Nyåker, anlagd 1892[10]
- Näsviken, anlagd 1887[4]
- Pilgrimstad, anlagd 1879, riven 1980[4]
- Ramsjö, anlagd 1880, riven tidigt 1970-tal[4]
- Selsjön, anlagd 1889, riven 1961[4]
- Skorped, anlagd 1889[4]
- Stavre, anlagd 1879, riven 1980[4]
- Trehörningsjö, anlagd 1892, riven 1981 efter brand[4]
- Täng, anlagd 1892, riven 1973[4]
- Undersåker, anlagd 1878[4]
- Ytterån, anlagd 1878, riven 1981[4]
- Vindeln, anlagd 1892, riven omkring 1965, ersatt med nytt stationshus[10]
- Ånn, anlagd 1891[4]
- Åre, anlagd 1880, byggnadsminnesförklarad[11][12]
- Åshammar, anlagd 1876[4]
- Östavall, riven 1986[4]

## Bilder

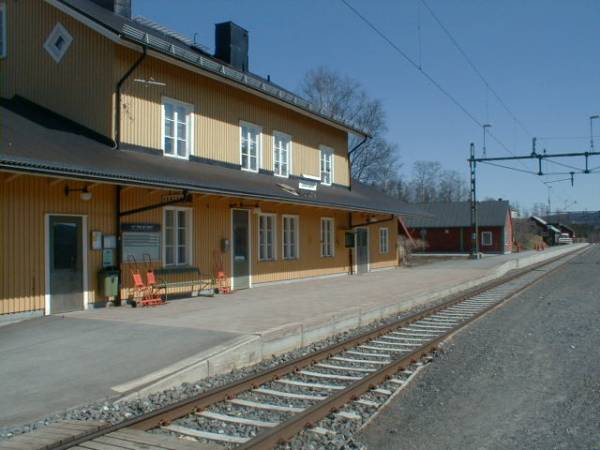
Undersåkers station
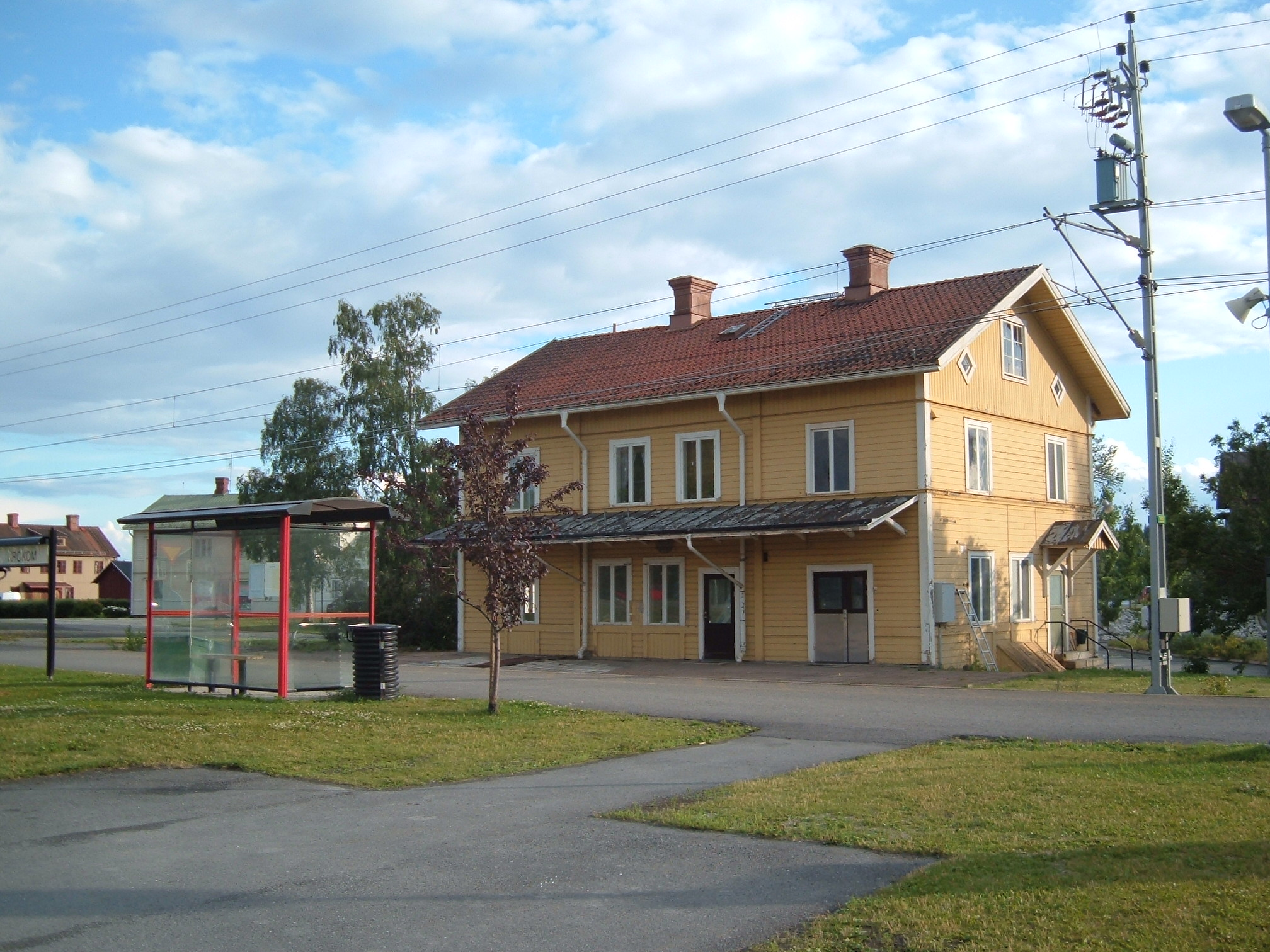
Krokoms station
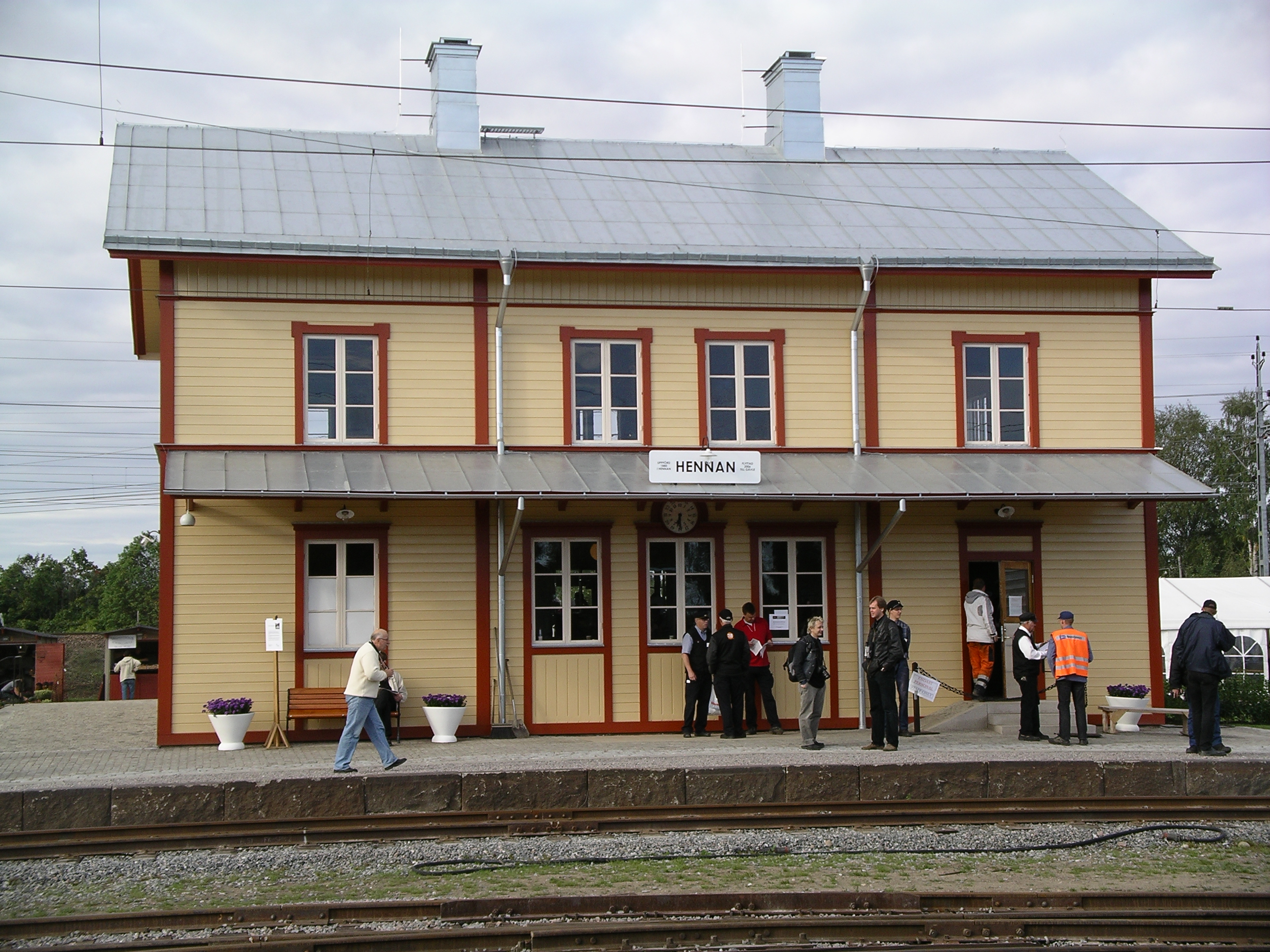
Hennans järnvägsstation, numera på Sveriges järnvägsmuseum i Gävle

### Fotnoter
1. 1 2  Linde (1989), s. 52
2. ↑  Linde (1989), s. 52-53
3. ↑  Jvmv.se: Sveriges järnvägsstationer Arkiverad 10 december 2010 hämtat från the Wayback Machine.
4. 1 2 3 4 5 6 7 8 9 10 11 12 13 14 15 16 17 18 19 20 21 22 23 24 25 26 27 28 29 30 31 32 33 34 35  Katarina Ryckenberg. ”Åre järnvägsstation”. Nabo:  s. 23. nummer 1, 2004. Arkiverad från originalet den 15 augusti 2010. https://web.archive.org/web/20100815031035/http://www.r-write.se/Nabo-tidn/Nabo_1-04.
5. 1 2  Linde (1989), s. 55
6. ↑  Länsstyrelsen i Jämtlands län Arkiverad 11 december 2007 hämtat från the Wayback Machine.
7. ↑  Ann Christin Gagge: Byggda minnen, 1998, sid. 34-35 ISBN 91-86244-65-5
8. ↑  banvakt.se
9. ↑  Katarina Ryckenberg. ”Krokoms järnvägsstation”. Nabo:  s. 20. nummer 2, 2003. Arkiverad från originalet den 15 augusti 2010. https://web.archive.org/web/20100815031055/http://www.r-write.se/Nabo-tidn/Nabo_2-03.pdf.
10. 1 2  banvakt.se
11. ↑  Linde (1989), s. 108
12. ↑  Länsstyrelsen i Jämtlands län Arkiverad 11 december 2007 hämtat från the Wayback Machine.